# Chapinería
Chapinería est une commune de la communauté de Madrid, en Espagne.